# Matías Pérez (calciatore 1999)
Matías Damián Pérez (3 marzo 1999) è un calciatore argentino, difensore del Cerro Porteño.

## Caratteristiche tecniche
È un difensore centrale.

## Carriera
Cresciuto nel settore giovanile del Lanús, esordisce in prima squadra il 2 febbraio 2020 giocando da titolare l'incontro di Primera División vinto 2-0 contro il Godoy Cruz. Il 25 novembre 2020 debutta nelle competizioni internazionali, scendendo in campo da titolare nel match di Coppa Sudamericana perso 2-1 contro il Bolívar.

## Statistiche

### Presenze e reti nei club
Statistiche aggiornate al 25 novembre 2020.
| Stagione        | Squadra         | Campionato      | Campionato | Campionato | Coppe nazionali | Coppe nazionali | Coppe nazionali | Coppe continentali | Coppe continentali | Coppe continentali | Altre coppe | Altre coppe | Altre coppe | Totale | Totale |
| Stagione        | Squadra         | Comp            | Pres       | Reti       | Comp            | Pres            | Reti            | Comp               | Pres               | Reti               | Comp        | Pres        | Reti        | Pres   | Reti   |
| --------------- | --------------- | --------------- | ---------- | ---------- | --------------- | --------------- | --------------- | ------------------ | ------------------ | ------------------ | ----------- | ----------- | ----------- | ------ | ------ |
| 2019-2020       | Lanús           | PD              | 1          | 0          | CA+CdL+CM       | 0+0+3           | 0               | CS                 | 3                  | 0                  |             | -           | -           | 7      | 0      |
| Totale carriera | Totale carriera | Totale carriera | 1          | 0          |                 | 3               | 0               |                    | 3                  | 0                  |             | -           | -           | 7      | 0      |